# Мандражи, Константин Николаевич
Константи́н Никола́евич Мандражи (1879—1970) — полковник Лейб-гвардии 2-й артиллерийской бригады, герой Первой мировой войны.
Сын генерал-майора от артиллерии Николая Николаевича Мандражи (1839—1913) и героини Русско-Японской войны Поликсены Константиновны Мандражи (дев. Небольсиной 1853—после 1927), внук генерал-лейтенанта по Адмиралтейству Константина Васильевича Небольсина (1825—1895).

## Биография
Окончив в 1900 году Пажеский корпус по первому разряду, был выпущен из камер-пажей подпоручиком с зачислением по полевой пешей артиллерии с прикомандированием в Лейб-гвардии 2-ю артиллерийскую бригаду. 6 августа 1901 года переведен в ту же бригаду. В 1903 году поступил в Николаевскую академию Генерального штаба, но с началом Русско-японской войны принял решение отправиться на Восточный фронт добровольцем. В феврале 1904 года переведён поручиком в 11-ю Горную батарею. Участвовал в Русско-японской войне, в частности, в боях под Мукденом. В 1906 году, после подписания мирного договора с Японией, вернулся в состав Лейб-гвардии 2-й артиллерийской бригады в чине штабс-капитана. Произведён за выслугу лет в капитаны со старшинством с 9 августа 1912 года.
25 марта 1916 года назначен командиром 4-й батареи Лейб-гвардии 2-й артиллерийской бригады; 10 апреля 1916 года произведён в полковники.
Награждён Георгиевским оружием
За то, что, будучи в чине капитана, в бою 18-го августа 1915 года, около д. Жиндулы, когда батальон лейб-гвардии Гренадерского полка ворвался в д. Поблында, он по собственной инициативе немедленно перевел командуемую им батарею на позицию впереди озерного дефиле и близким метким огнём задержал противника и дал нашей пехоте возможность устроиться в названной деревне.
Участник Белого движения на юге России в составе Добровольческой армии, ВСЮР и Русской армии, с которой эвакуировался из Крыма. Галлиполиец.  С 1922 года жил в Ницце (департамент Приморские Альпы, Франция). Состоял заместителем председателя объединения лейб-гвардии 2-й артиллерийской бригады и председателем Общества взаимопомощи русских военных инвалидов в Ницце (с 1958). В 1969 году был избран его почётным председателем. Член Союза Георгиевских кавалеров, Союза пажей, Гвардейского объединения. Сотрудничал в газете «Русское воскресенье», член Общества друзей и сотрудник журнала «Военная Быль», где опубликовал ряд статей. Скончался в 1970 году в Каннах, похоронен там же на кладбище Абади.

## Награды
- Орден Святой Анны 3-й степени с мечами и бантом (ВП 10.11.1914);
- Орден Святой Анны 2-й степени с мечами (ВП 04.03.1915);
- Орден Святого Владимира 4-й степени с мечами и бантом (ВП 08.04.1915);
- Мечи и бант к ордену Св. Станислава 3-й степени (ВП 30.04.1915);
- Орден Святого Станислава 2-й степени с мечами (ВП 02.05.1915);
- Георгиевское оружие (ВП 26.09.1916).